# Ludwig Schanze
Ludwig Schanze (Dillingen an der Donau, 15 agosto 1896 – Dillingen an der Donau, 28 dicembre 1977) è stato un generale tedesco.

## Biografia
Nasce a Dillingen an der Donau (Baviera) il 15 agosto 1896. Allo scoppio della Prima Guerra Mondiale si arruola nel Reichsheer ottenendo, nel 1915, il grado di tenente. Al termine del conflitto transita nei ranghi della Reichswehr, forza di difesa della Repubblica di Weimar, raggiunge il grado di oberleutnant. Capitano nel 1931 e maggiore nel 1936, all'alba della Seconda Guerra Mondiale è tenente colonnello dello Heer (Esercito) della Wehrmacht.
Dal 1924 al 1939 ricopre incarichi in diverse specialità: Kraftfahrabteilung (Battaglione trasporti), Aufklärungsabteilung (Battaglione di ricognizione), Sanitätsabteilung (Battaglione di sanità); presta servizio anche al centro di formazione per artiglieri (Ausbildungsbatterie des Artillerieregiments) di Hannover.

## Seconda Guerra Mondiale
Promosso colonnello (gennaio 1942), il 26 gennaio dell'anno successivo comanda il Reggimento di addestramento della Panzerstruppeschule. Da allora la sua carriera è orientata alla specialità carrista. Nel marzo 1943 assume il comando del 31° Panzer Regiment raggiungendo, 9 mesi dopo, il grado di ufficiale di stato maggiore del Comando supremo della 10ª Armata tedesca allora distaccata in Italia (Höherer Panzer-Offizier Armeeoberkommando 10).

### Strage di Leonessa (7 aprile '44)
Dall'aprile '44 il nome di Schanze è legato ad una delle pagine più drammatiche dell'occupazione tedesca in Italia centrale, la Strage di Leonessa (2-7/4/1944), nella quale persero la vita 51 civili. Il colonnello comanda infatti un'unità specializzata in operazioni controguerriglia e lotta all'attività partigiana, che nella provincia di Rieti si era intensificata a partire dal marzo precedente, infastidendo e sabotando i collegamenti tedeschi fra la Capitale e il cuore della Penisola.
Il 69° Panzer Regiment guidato dall'ufficiale bavarese, appoggiato da elementi dello Heer e della Luftwaffe, attacca il centro laziale infliggendo pesanti perdite ai partigiani locali; occupato il paese, l'unità passa al fermo di elementi considerati vicini alla Resistenza o denunciati per delazione che verranno poi fucilati il 7 aprile. Fra loro il parroco don Concezio Chiaretti e il Commissario prefettizio di Leonessa Ugo Tavani.

## Dopoguerra e morte
Nel 1955 la Repubblica Federale Tedesca ricostituisce le sue forze armate e Schanze è richiamato in servizio, con il grado di Brigadegeneral.
Sarà tuttavia costretto a congedarsi e a ritirarsi a vita privata nel 1959, travolto da uno scandalo relativo ad episodi di corruzione nelle forze armate tedesche. È morto a Dillingen an der Donau il 28 dicembre 1977.